# M77 (galaxie)
Pour les articles homonymes, voir M77.
M77 (Messier 77 ou NGC 1068) est une galaxie spirale de grand style située dans la constellation de la Baleine. 

## Histoire
M77 a été découverte par Pierre Méchain en 1780, qui la définit premièrement comme une nébuleuse. Méchain communiqua alors sa découverte à Charles Messier qui l'ajouta dans son catalogue. Messier et William Herschel décrivirent tous deux cette galaxie comme étant un amas d'étoiles. De nos jours, cet objet est défini en tant que galaxie.

## Caractéristiques
La classe de luminosité de M77 est II et elle présente une large raie HI. De plus, elle est une galaxie active de type Seyfert 2.

### Distance
Sa vitesse par rapport au fond diffus cosmologique est de 914 ± 16 km/s, ce qui correspond à une distance de Hubble de 13,5 ± 1,0 Mpc (∼44 millions d'al).
À ce jour, 11 mesures non basées sur le décalage vers le rouge (redshift) donnent une distance de 10,582 ± 2,962 Mpc (∼34,5 millions d'al), ce qui est à l'intérieur des valeurs de la distance de Hubble.

### Morphologie
M77 a été utilisée par Gérard de Vaucouleurs comme une galaxie de type morphologique (R)SA(rs)b dans son atlas des galaxies,. La notation (R) au début signifie que la galaxie est entourée d'un anneau extérieur. On peut d'ailleurs le voir aisément sur la photographie prise par le Très Grand Télescope (ci-dessous) ou sur des photographies amateurs.
Publié en 2010, grâce aux observations du télescope spatial Hubble, on a détecté un disque de formation d'étoiles autour du noyau de NGC 1068. La taille de son demi-grand axe est estimée à 1190 pc (~3 880 années-lumière).

### Luminosité dans l'infrarouge
Selon la base de données NASA/IPAC, elle est aussi une galaxie lumineuse en infrarouge (LIRG).
La luminosité de la galaxie M77 (NGC 1068) dans l'infrarouge lointain (de 40 à 400 µm)  est égale à 7,76 × 1010 {\displaystyle L_{\odot }} (1010,89{\displaystyle L_{\odot }}) et sa luminosité totale dans l'infrarouge (de 8 à 1 000 µm) est de 1,86 × 1011 {\displaystyle L_{\odot }} (1011,27{\displaystyle L_{\odot }}).

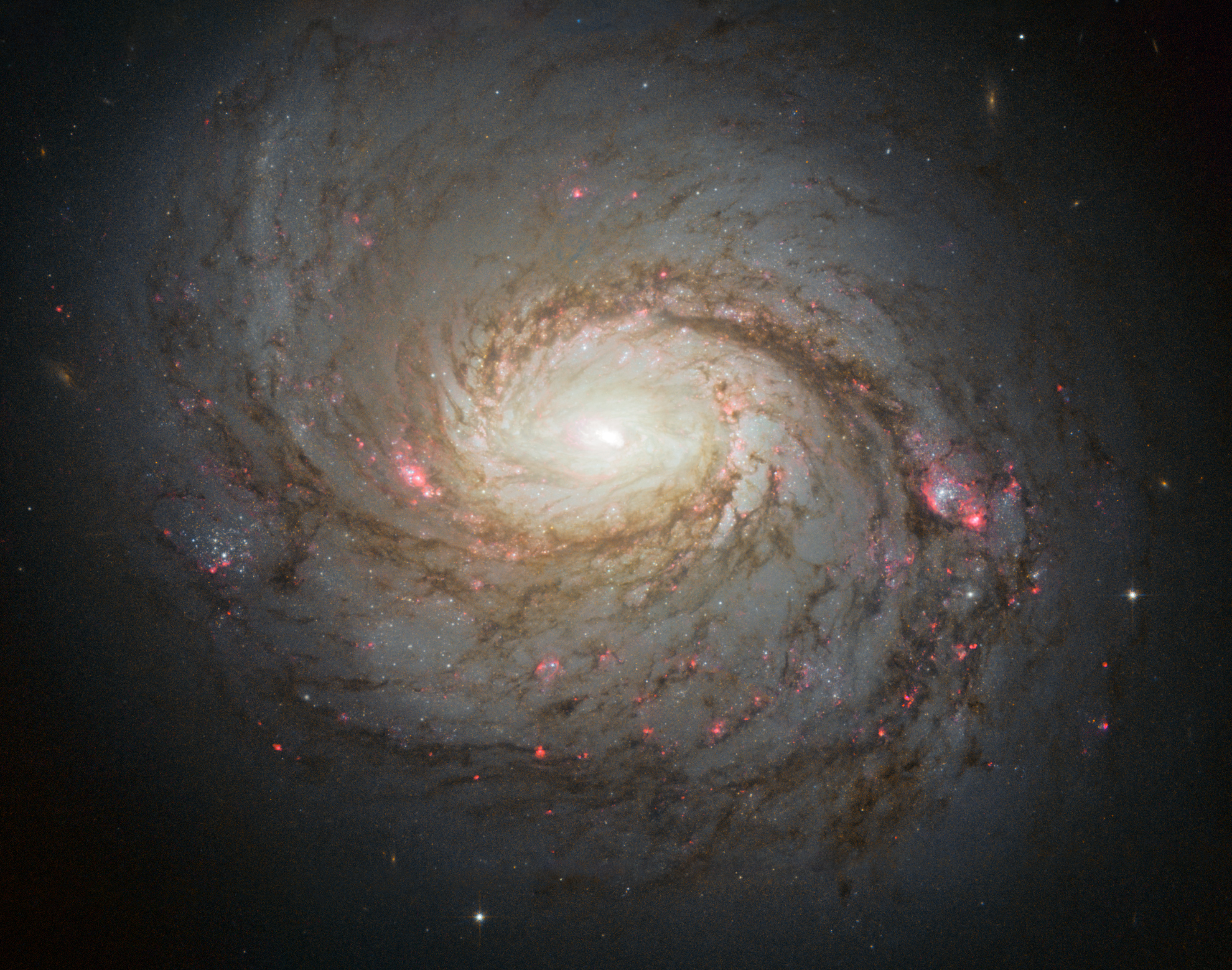
M77 (NGC 1068) imagée par le télescope spatial Hubble en 2013.
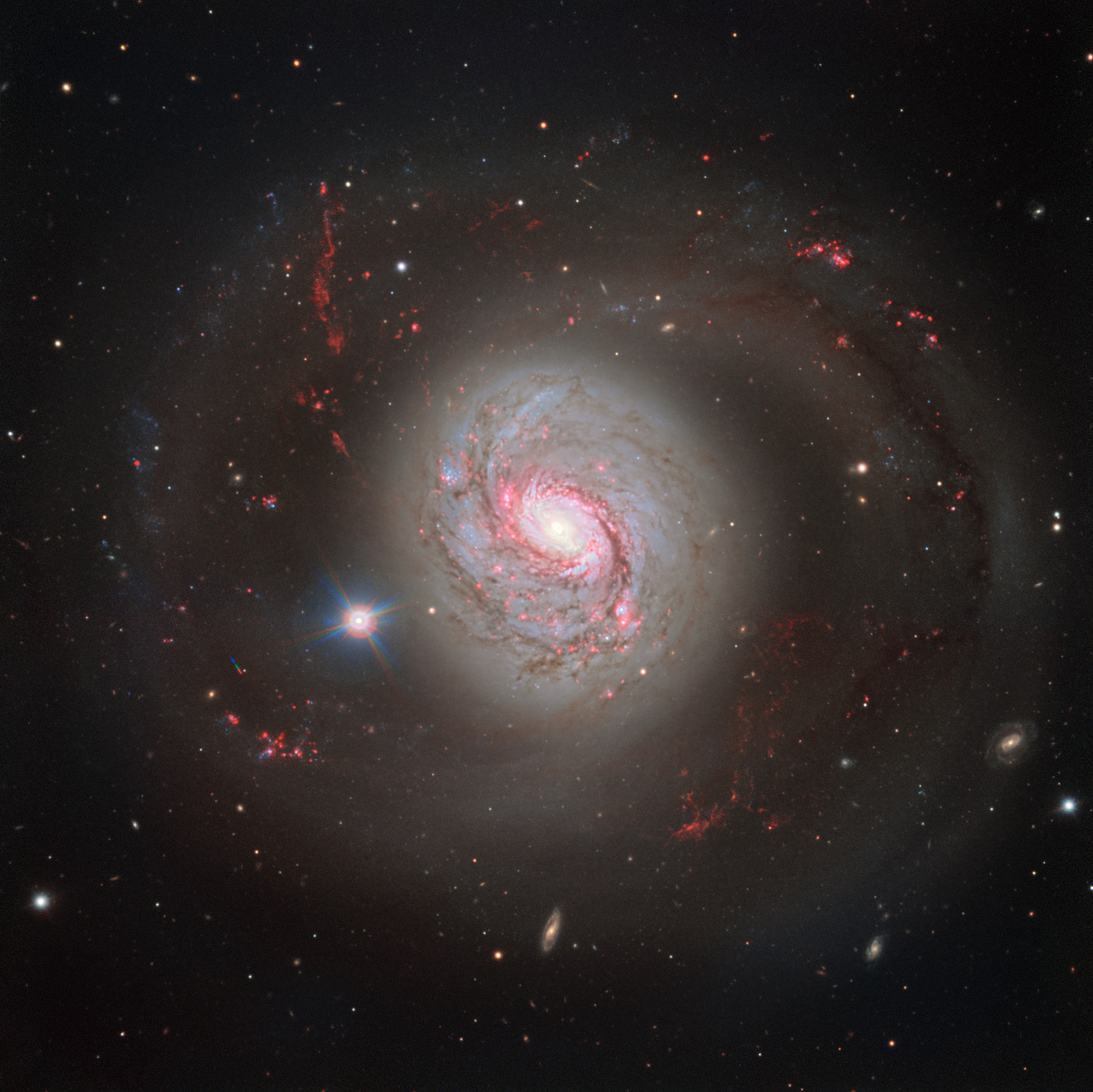
Vue d'ensemble de M77 par le Très Grand Télescope (VLT) de l'ESO.

### Galaxie active
M77 est une galaxie dotée d'un noyau actif qui est caché aux longueurs d'onde visibles par un nuage de poussière interstellaire. Le diamètre du disque moléculaire et le plasma chaud associé aux matières cachant le noyau furent mesurés pour la première fois en ondes radio par le VLBA et le VLA. La poussière chaude autour du noyau a été mesurée en infrarouges moyen par le Très Grand Télescope (VLT).

## Une source de neutrinos
De plus, M77 est vraisemblablement la source de certains neutrinos détectés par l'expérience IceCube.

## Trou noir supermassif
Le trou noir supermassif au centre de M77 est entouré par deux disques de gaz qui tournent en sens inverse l'un de l'autre, phénomène très surprenant à l'échelle de quelques années-lumière. Selon diverses études qui existent à ce sujet, les estimations de la masse du trou noir peuvent être légèrement variables :
Selon les auteurs d'un article publié en 2002, la masse du trou noir de M77 serait de 107,23{\displaystyle M_{\odot }}, soit 17,0 × 106 {\displaystyle M_{\odot }}.
Une étude réalisée en 2007 auprès de 90 galaxies de type Seyfert 2 utilisant la dispersion des vitesses a permis d'estimer la masse des trous noirs supermassifs centraux de celles-ci. Pour M77 (NGC 1068 dans l'article), la masse du trou noir est égale à 22,4 × 106 {\displaystyle M_{\odot }} (107,35).
Selon une étude réalisée auprès de 76 galaxies par Alister Graham en 2008, le bulbe central de M77 (NGC 1068) renferme un trou noir supermassif dont la masse est estimée à 8,4+0,3
−0,3 x 106 {\displaystyle M_{\odot }}.
Selon une autre étude publiée en 2012 et basée sur la dispersion des vitesses de la région centrale de NGC 3982, la masse du trou noir central serait de 39 millions de {\displaystyle M_{\odot }}  (107,59).

## Observation (amateur)

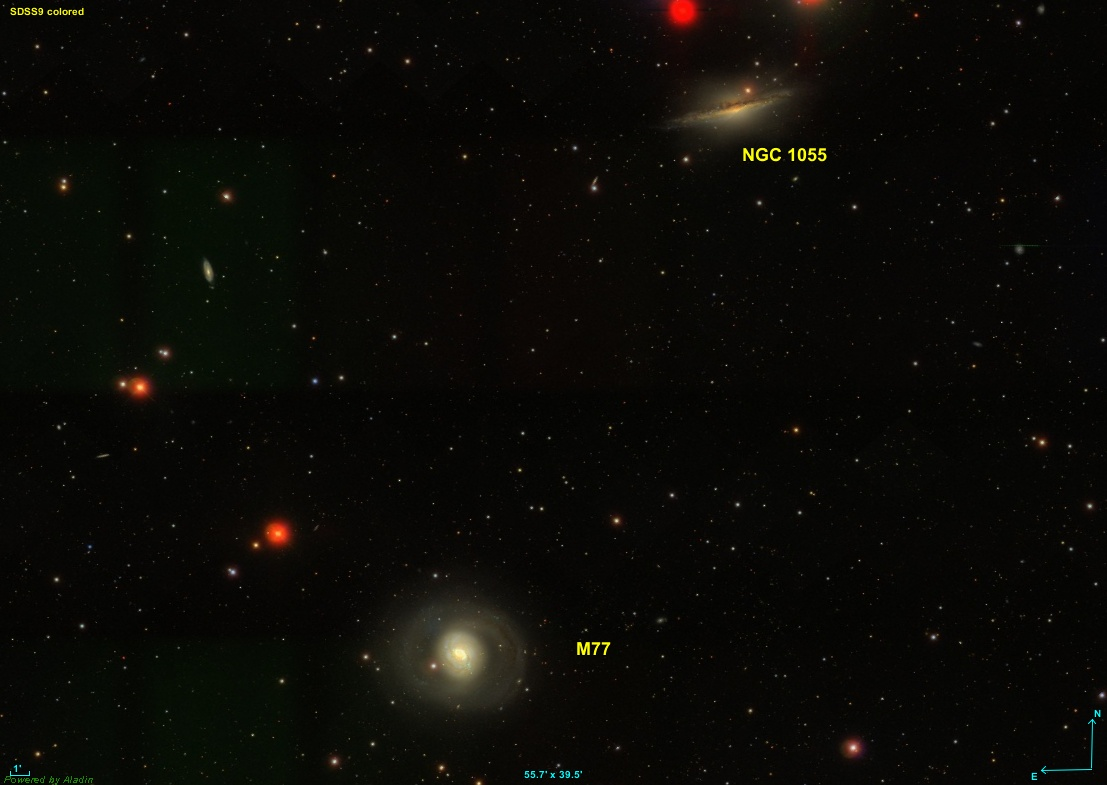
M77 et NGC 1055 (image SDSS).

M77 culmine en septembre dans l'hémisphère nord. Sa localisation dans la constellation reste assez aisée, étant située juste à côté de l'étoile δ Cet, elle-même située en dessous de l'étoile γ Cet. Avec une magnitude apparente proche de 10, M77 peut-être distinguer à l'aide d'une paire de jumelles d'une ouverture de 60 à 70 mm, ou d'un petit télescope. Elle est d'autant mieux distinguable selon la qualité du ciel (à l'écart de la pollution lumineuse des villes, par exemple).
À noter également que M77 est située à proximité de NGC 1055, une belle galaxie spirale vue par la tranche. Cet ensemble est particulièrement esthétique en astrophotographie.

## Supernova
La supernova SN 2018ivc a été découverte dans M77 le 24 novembre 2018 par S. Valenti, D.J.Sand et S. Wyatt dans le cadre du relevé DLT40 (Distance Less Than 40 Megaparsecs). D'une magnitude apparente de 14,6 au moment de sa découverte, elle était de type II.

## Groupe de M77
Selon A. M. Garcia, M77 est membre d'un groupe de galaxies qui porte son nom. Le groupe de M77 renferme au moins 7 membres. Les autres galaxies du groupe sont NGC 1055, NGC 1073, UGC 2162, UGC 2275, UGC 2302 et UGCA 44.

## Galerie

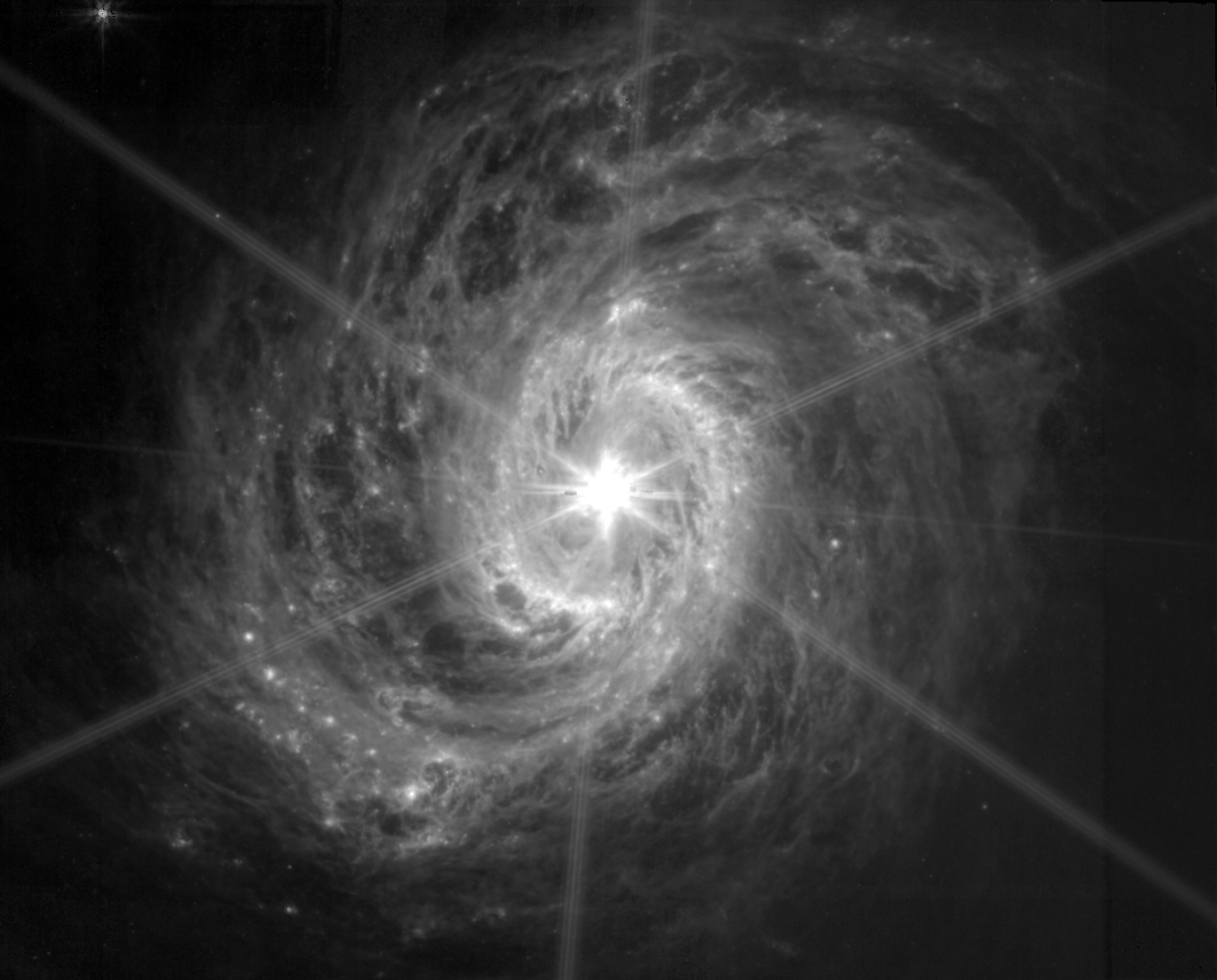
M77 vue en infrarouge par le télescope spatial James Webb (MIRI).
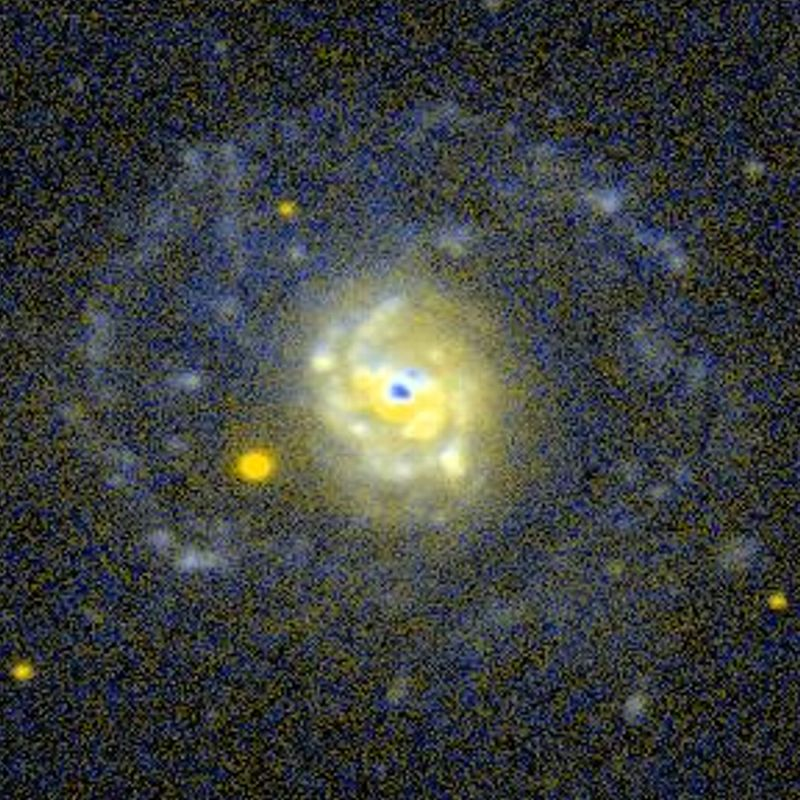
M77 en ultraviolet par le télescope spatial GALEX.
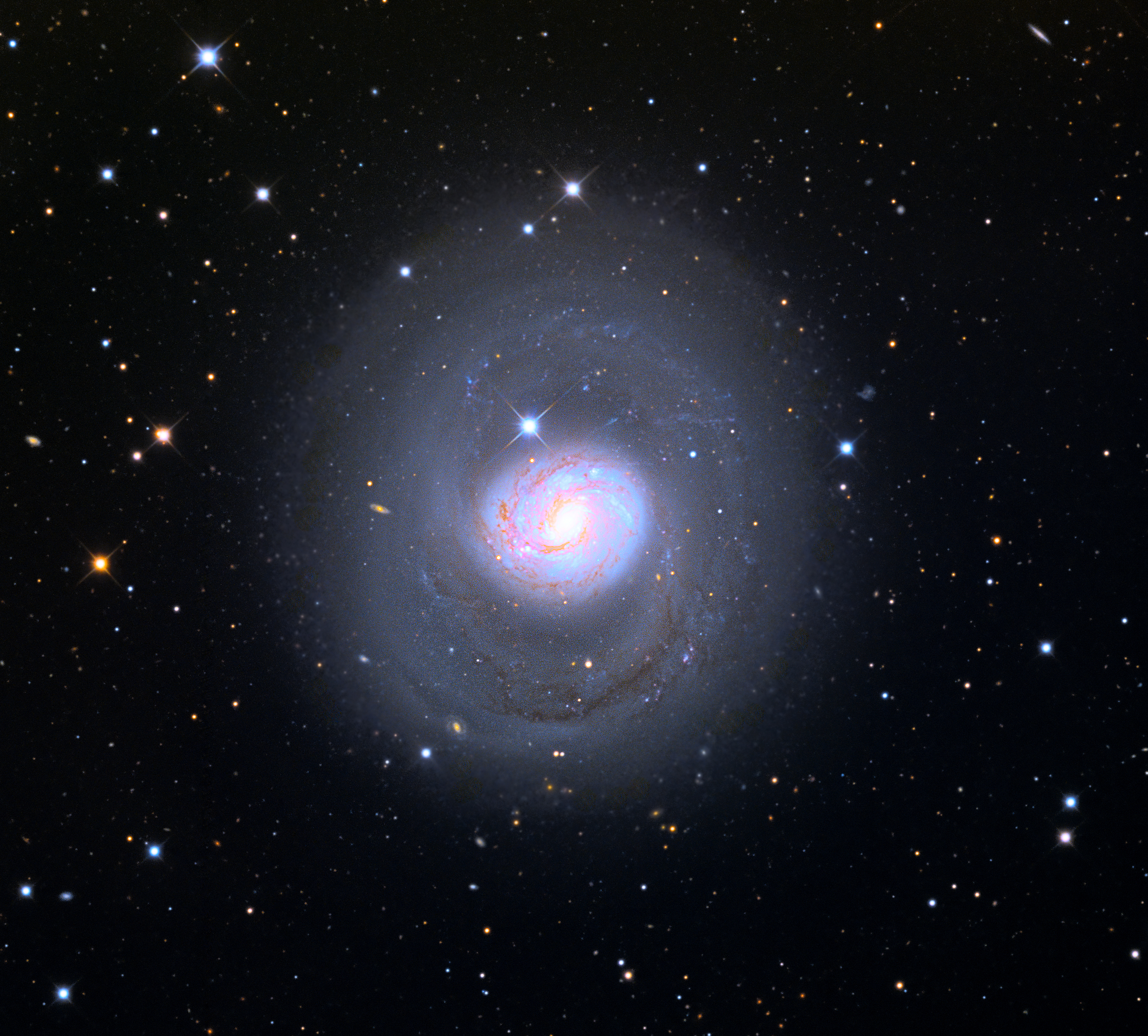
Photographie de M77 réalisée par un astronome amateur.
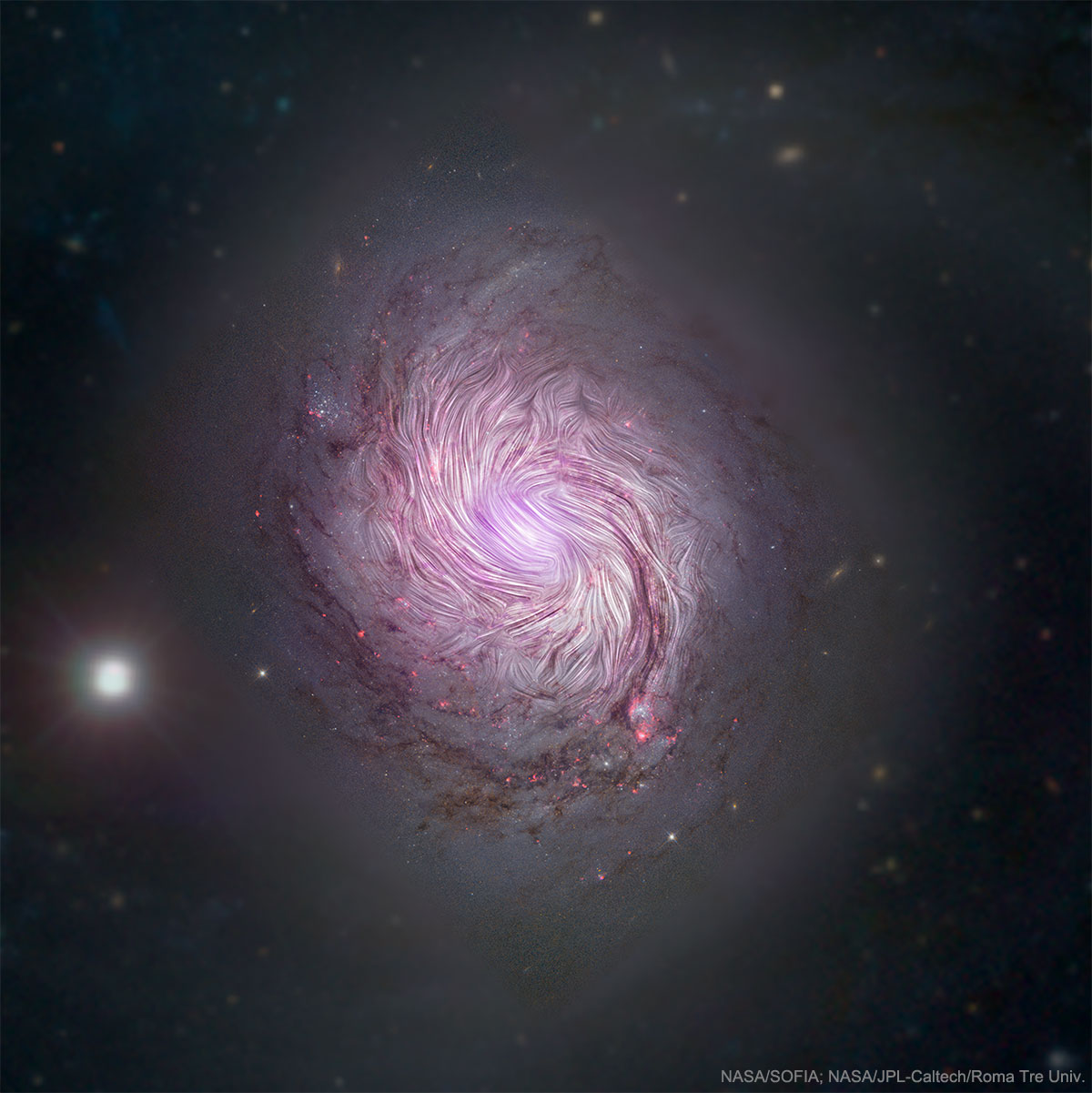
Carte des lignes de champ magnétique de M77 (HAWC+/SOFIA)[b].